# Рушчица
Рушчица (до 2001. Рушћица) је насељено место у саставу општине Клакар у Бродско-посавској жупанији, Република Хрватска.

## Историја
До територијалне реорганизације у Хрватској налазила се у саставу старе општине Славонски Брод.

## Становништво
На попису становништва 2011. године, Рушчица је имала 1.135 становника.

## Попис1991.
На попису становништва 1991. године, насељено место Рушћица је имало 1.002 становника, следећег националног састава:
| Попис 1991.‍   | Попис 1991.‍  | Попис 1991.‍ | Попис 1991.‍ | Попис 1991.‍ |
| ------------- | ------------ | ----------- | ----------- | ----------- |
|               |              |             |             |             |
| Хрвати        | Хрвати       |             | 994         | 99,20%      |
| Срби          | Срби         |             | 3           | 0,29%       |
| неопредељени  | неопредељени |             | 1           | 0,09%       |
| непознато     | непознато    |             | 4           | 0,39%       |
| укупно: 1.002 |              |             |             |             |